# My Friend (bài hát của Zard)
"My Friend (マイ フレンド)" là đĩa đơn thứ 17 của Zard và phát hành ngày 8 tháng 1 năm 1996. Đĩa đơn ra mắt ở vị trí số 1 tuần đầu tiên. Nó xếp hạng trong 21 tuần và bán được hơn một triệu bản và trở thành đĩa đơn bán chạy thứ ba trong sự nghiệp của cô. Khi cô qua đời, nó được bầu chọn là bài hát hay thứ ba của cô trong các cuộc thăm dò của Oricon. Bài hát được biết đến nhiều nhất như là chủ đề Kết thúc lần thứ 4 cho anime Slam Dunk.

## Theo dõi danh sách
All songs are written by Izumi Sakai.
1. My Friend (マイ フレンド?)
  - nhà soạn nhạc: Tetsurō Oda, sắp xếp: Takeshi Hayama
    - bài hát được sử dụng làm bài hát chủ đề kết thúc thứ tư của bộ anime Slam Dunk
2. Mezameta asa wa... (目覚めた朝は・・・?)
  - nhà soạn nhạc: Mitsuyoshi Yonezawa, sắp xếp: Daisuke Ikeda
3. My Friend (マイ フレンド?) (Không lời)
4. Mezameta asa wa... (目覚めた朝は・・・?) (Không lời)[5]